# Лондондери (Њу Хемпшир)
Лондондери (енгл. Londonderry) насељено је место без административног статуса у америчкој савезној држави Њу Хемпшир.

## Демографија
По попису из 2010. године број становника је 11.037, што је 380 (-3,3%) становника мање него 2000. године.
| Група             | 2000.          | 2010.          |
| Белци             | 10.965 (96,0%) | 10.385 (94,1%) |
| Афроамериканци    | 57 (0,5%)      | 88 (0,8%)      |
| Азијати           | 106 (0,9%)     | 167 (1,5%)     |
| Хиспаноамериканци | 174 (1,5%)     | 278 (2,5%)     |
| Укупно            | 11.417         | 11.037         |